# Turbanella indica
Turbanella indica is een buikharige uit de familie Turbanellidae. Het dier komt uit het geslacht Turbanella. Turbanella indica werd in 1981 voor het eerst wetenschappelijk beschreven door Rao. 